# Oblación

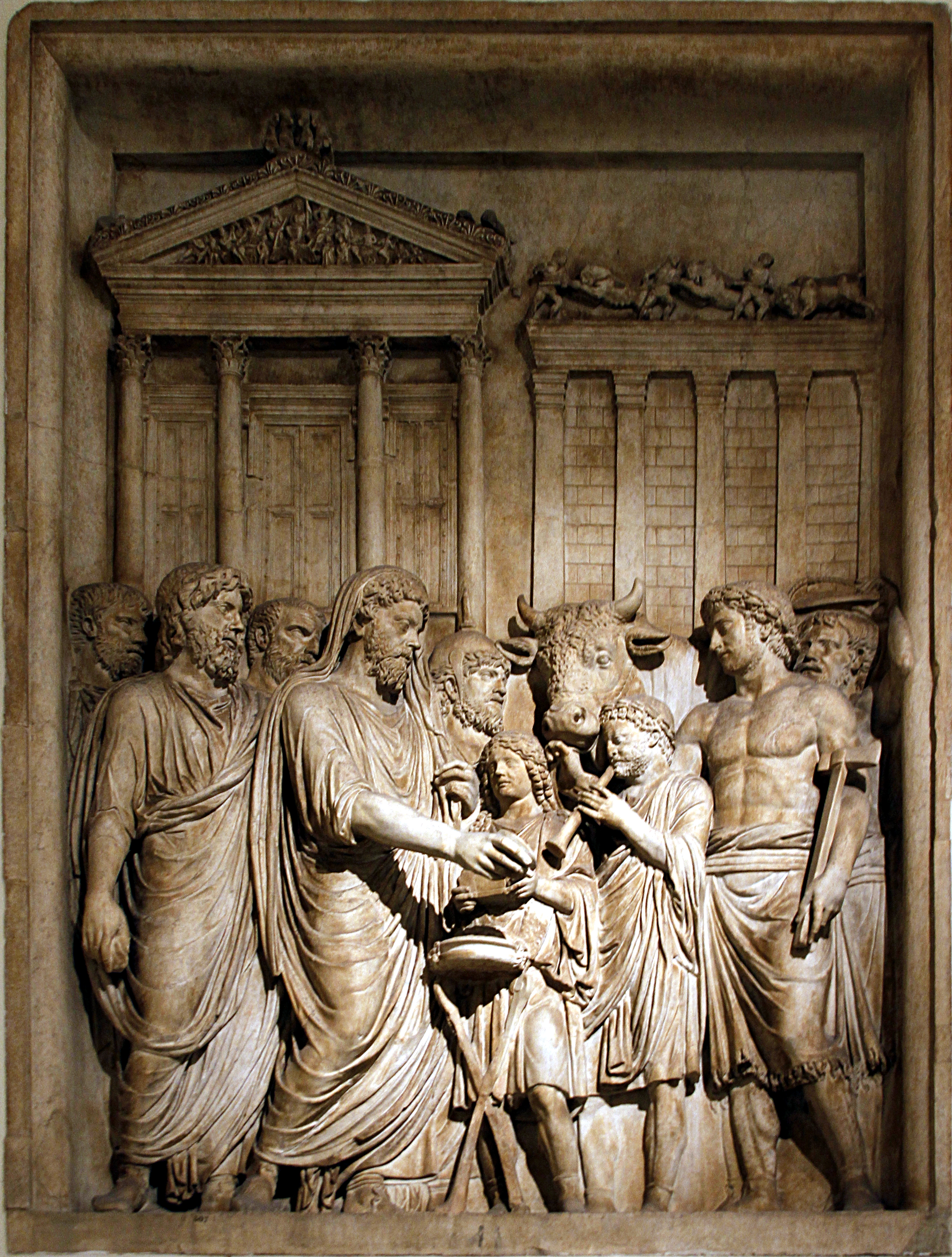
Marco Aurelio y su familia ofreciendo un sacrificio (bajo relieve, Museo Capitolino de Roma).

El término oblación (del latín oblatio, "ofrenda") alude a una ofrenda o sacrificio que se realiza a una divinidad. Este sacrificio, en un sentido más primitivo, corresponde a la ofrenda de un don perceptible por los sentidos, como manifestación externa de la veneración hacia el Dios, aunque puede tener connotaciones más espirituales y abstractas.
La ofrenda no se convierte en sacrificio sino hasta que el don visible sufre una transformación como, por ejemplo, al ser muerto, al derramar su sangre, al quemarlo, etcétera.
Algunas culturas, como los tirios, los cartagineses y algunas tribus galas hacían sacrificios humanos en honor a Baal, Moloch, Teutates y judíos cuándo se apartaba de Dios, etcétera.[cita requerida]
En las civilizaciones de la región de Mesoamérica, desde mayas, toltecas y aztecas y la mayor parte de las culturas de la América prehispánica, el sacrificio humano fue un aspecto fundamental y se instauraba como una necesidad  el hecho de efectuar diversas mutilaciones y torturas a las víctimas ofrendadas con el fin de calmar la sed de sus deidades sedientas de sangre humana, la cual, dentro de sus creencias, era el alimento de los dioses al igual que el dios moloch de las culturas del medio Oriente que se sacrifica a niños por medio de holocausto (es decir quemados en su totalidad)
[cita requerida].
En Grecia y Roma, se ofrecían sacrificios a todas las divinidades y consistían en animales de los dedicados a cada una. Por ejemplo, el caballo a Neptuno, el chivo a Baco y fuera de estos casos en bueyes, toros, carneros y tratándose de pobres, en corderos y aves (gallos, palomas, etcétera). La inmolación consistía en un principio en derramar sobre la cabeza de la víctima harina de trigo puro mezclada con sal, pero más adelante se llamó inmolación al sacrificio completo. El sacrificio de cien bueyes recibía el nombre de hecatombe.

## Terminología

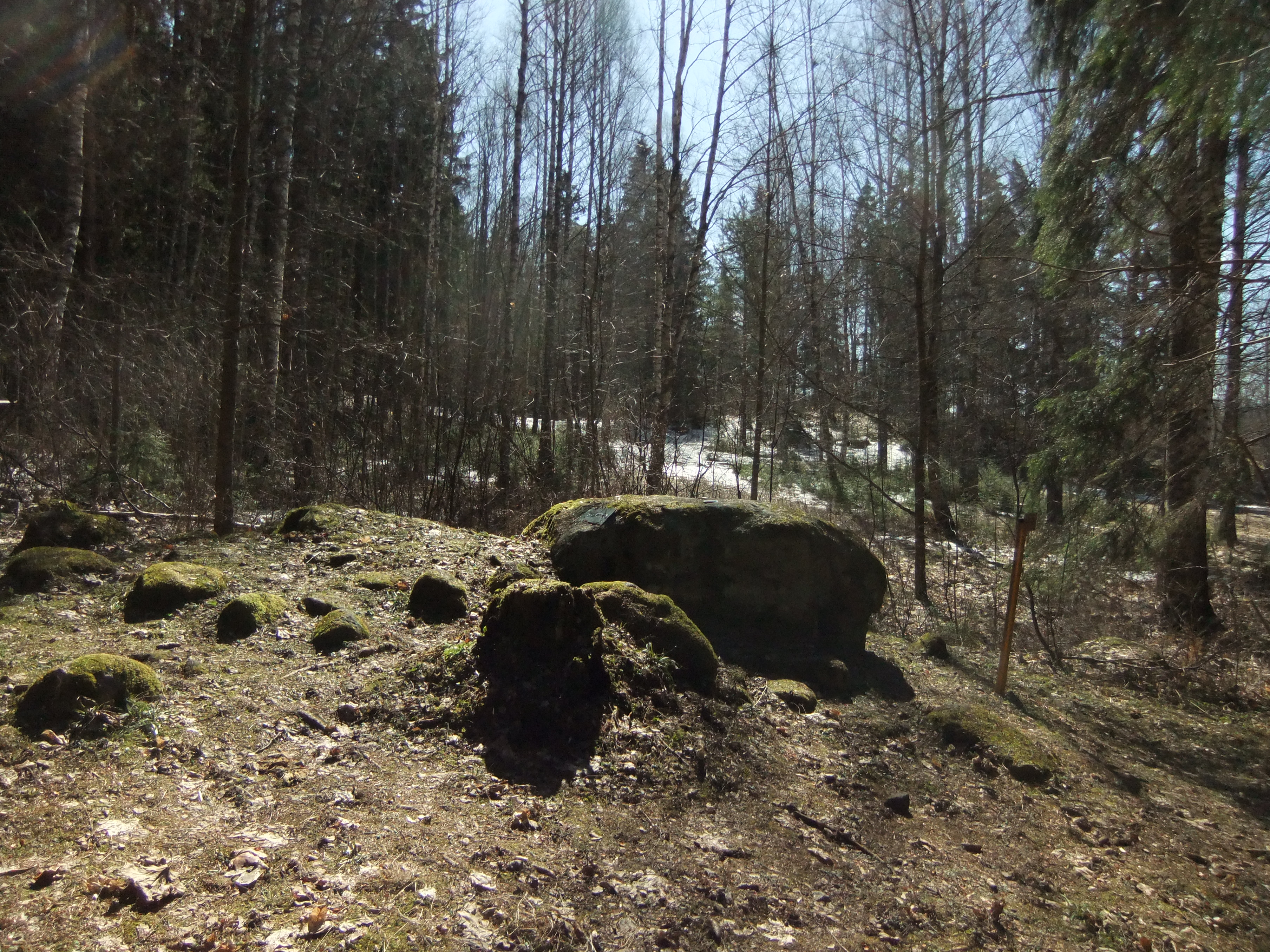
El cairn sacrificial en Janakkala, Finlandia

El término latín sacrificium (un sacrificio) derivado del latín sacrificus (realizar funciones sacerdotales o sacrificios), que combinaba los conceptos sacra (cosas sagradas) y facere (hacer o ejecutar).
La palabra latina sacrificium llegó a aplicarse a la eucaristía cristiana en particular, a veces denominada "sacrificio sin sangre" para distinguirla de los sacrificios de sangre. En las religiones étnicas individuales no cristianas, los términos traducidos como "sacrificio" incluyen el índico yajna, el griego thusia, el germánico blōtan, el semita qorban/qurban, el eslavo Żertwa, etc.
El término generalmente implica "prescindir de algo" o "renunciar a algo" (véase también autosacrificio). Pero la palabra "sacrificio" también aparece en el uso metafórico para describir hacer el bien a los demás o asumir una pérdida a corto plazo a cambio de una mayor ganancia de poder, como en un juego de ajedrez.

## Sacrificio de animales
.

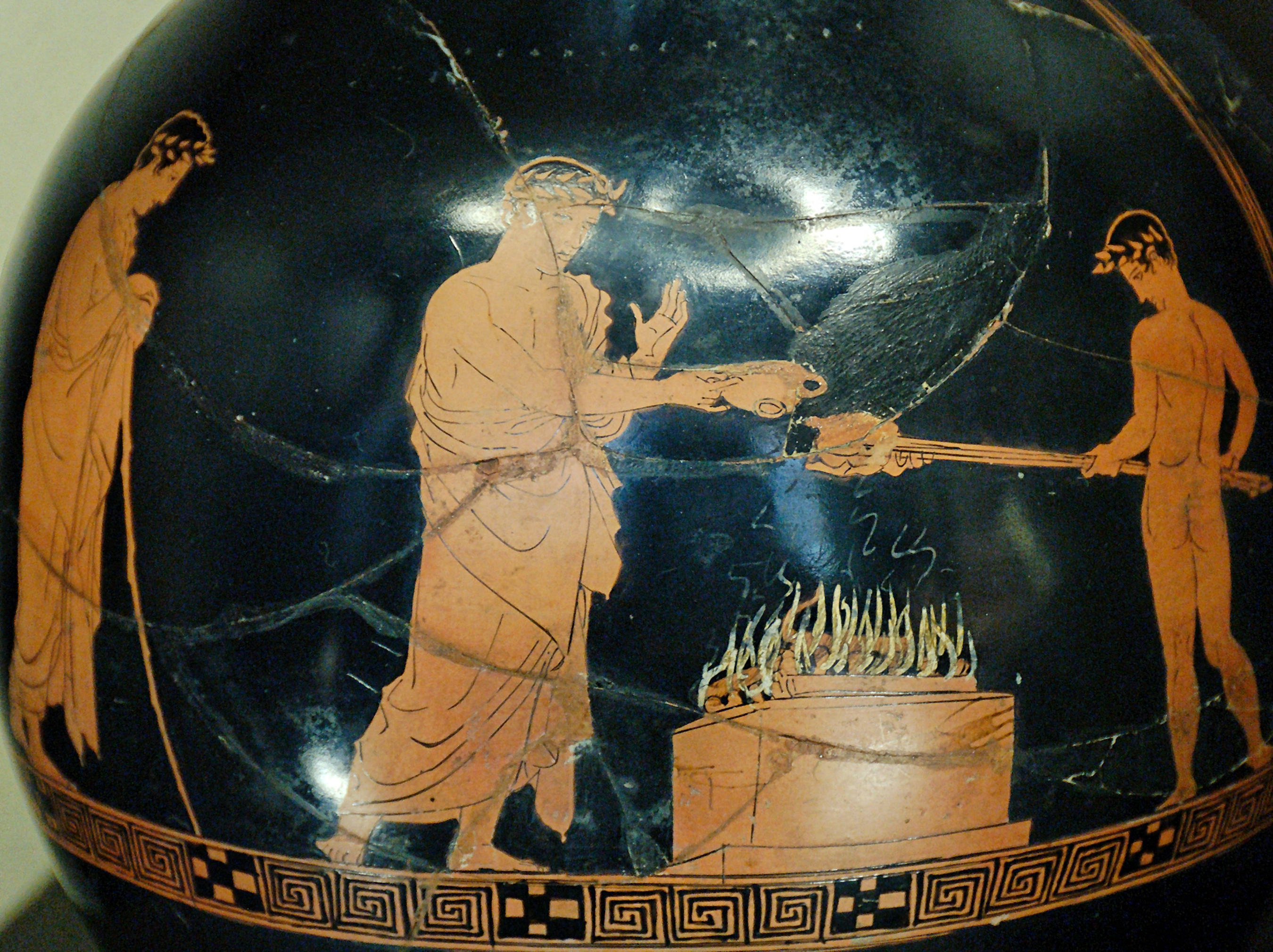
Sacrificio animal ofrecido junto con libación en la Antigua Grecia. oinochoe ático de figura roja, c. 430-425 a. C. (Louvre)

El sacrificio de animales es la matanza ritual de un animal como parte de una religión. Es practicado por fieles de muchas religiones como medio para apaciguar a un dios o dioses o cambiar el curso de la naturaleza. También cumplía una función social o económica en aquellas culturas en las que las partes comestibles del animal se distribuían entre los asistentes al sacrificio para su consumo. El sacrificio de animales ha aparecido en casi todas las culturas, desde los hebreos hasta la Griegos y la Romanos (especialmente la ceremonia purificadora Lustratio), el Egipcios (por ejemplo en el culto a Apis) y desde los aztecas hasta el Yoruba. La religión de los antiguos egipcios prohibía el sacrificio de animales que no fueran ovejas, toros, terneros, terneros machos y gansos.
El sacrificio de animales sigue siendo practicado hoy en día por los seguidores de la Santería y otros linajes de Orisa como medio para curar a los enfermos y dar gracias a los Orisa (dioses). Sin embargo, en la santería, estas ofrendas de animales constituyen una parte extremadamente pequeña de lo que se denominan ebos, actividades rituales que incluyen ofrendas, oraciones y actos. Los cristianos de algunos pueblos de Grecia también sacrifican animales a los santos ortodoxos en una práctica conocida como kourbánia. Esta práctica, aunque condenada públicamente, suele tolerarse.

## Sacrificio humano
.

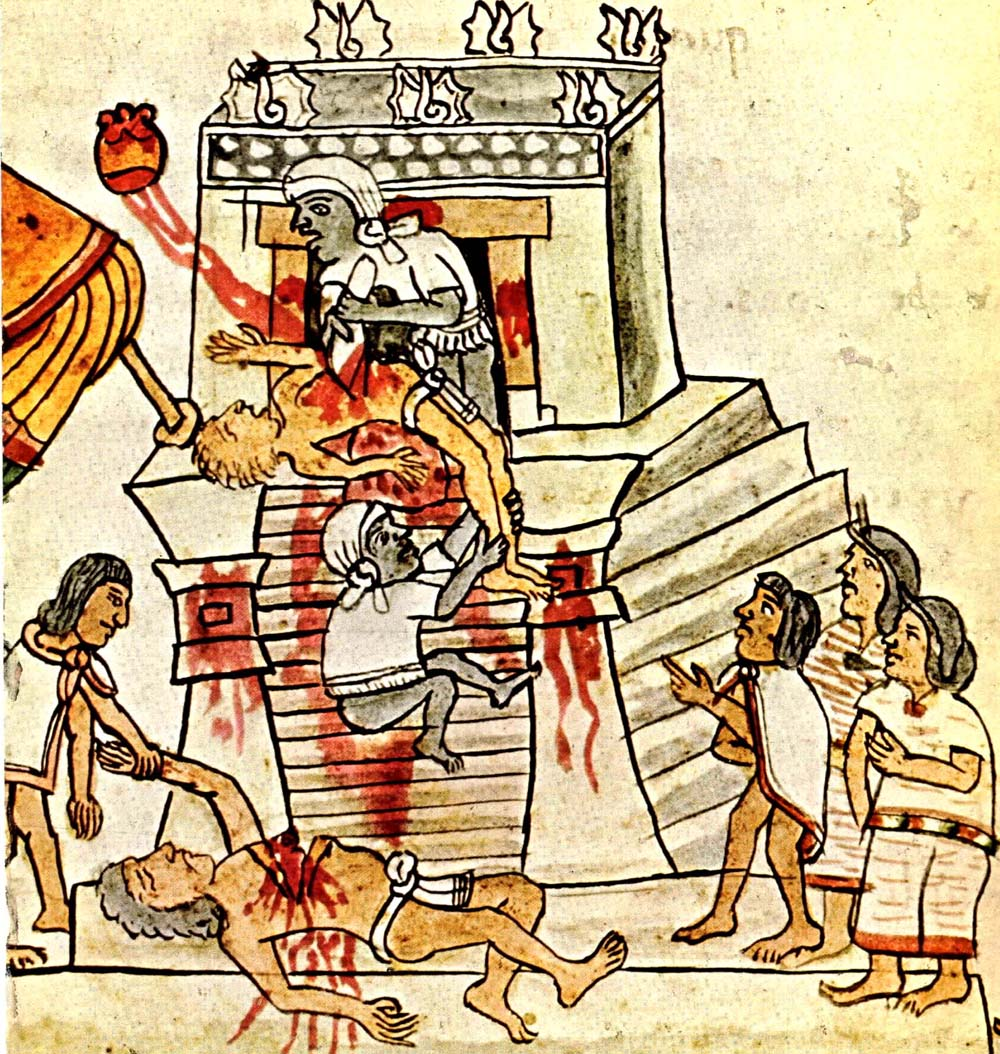
Azteca sacrificio humano, del Códice Mendoza, siglo XVI (Biblioteca Bodleian, Oxford)

El sacrificio humano fue practicado por muchas culturas antiguas. Se mataba ritualmente a las personas para complacer o apaciguar a un dios o espíritu.
Algunas ocasiones para el sacrificio humano encontrado en múltiples culturas en múltiples continentes incluyen:
- Sacrificio humano para acompañar la dedicación de un nuevo templo o puente.
- Sacrificio de personas a la muerte de un rey, sumo sacerdote o gran líder; se suponía que los sacrificados servirían o acompañarían al líder fallecido en la próxima vida.
- Sacrificio humano en tiempos de desastres naturales. Sequías, terremotos, erupciones volcánicas, etc. eran vistos como un signo de ira o disgusto por parte de las deidades, y se suponía que los sacrificios disminuían la ira divina.

Hay pruebas que sugieren que las culturas prehelénicas de la minoica practicaban el sacrificio humano. Se encontraron cadáveres en varios lugares de la ciudadela de Cnosos en Creta. La casa norte de Cnosos contenía huesos de niños que parecían haber sido descuartizados. El mito de Teseo y el Minotauro (ambientado en el laberinto de Cnosos) sugiere el sacrificio humano. En el mito, Atenas envió siete hombres jóvenes y siete mujeres jóvenes a Creta como sacrificios humanos para el Minotauro. Esto concuerda con la evidencia arqueológica de que la mayoría de los sacrificios eran de adultos jóvenes o niños.
La Fenicios de Cartago tenía fama de practicar el sacrificio de niños, y aunque la escala de los sacrificios puede haber sido exagerada por los autores antiguos por razones políticas o religiosas, hay pruebas arqueológicas de un gran número de esqueletos de niños enterrados en asociación con animales de sacrificio. Plutarco (ca. 46-120 d. C.) menciona la práctica, al igual que Tertuliano, Orosius, Diodoro Sículo y  Filón. Describen a niños que eran asados hasta la muerte mientras aún estaban conscientes en un ídolo de bronce caliente.
El sacrificio humano fue practicado por varias Precolombinas civilizaciones de Mesoamérica. Los aztecas, en particular, son conocidos por la práctica del sacrificio humano. Las estimaciones actuales de sacrificios aztecas se sitúan entre un par de miles y veinte mil al año. Algunos de estos sacrificios eran para ayudar a que saliera el sol, otros para que llegaran las lluvias y otros para dedicar las expansiones del gran Templo Mayor, situado en el corazón de Tenochtitlán (la capital del Imperio azteca). También hay relatos de conquistadores capturados que fueron sacrificados durante las guerras de la invasión española de México.
En Escandinavia, la antigua religión escandinava contenía sacrificios humanos, como relatan tanto la saga nórdica como los historiadores alemanes. Véase, por ejemplo, Templo de Upsala y Blót.
En la Eneida de Virgilio, el personaje Sinón afirma (falsamente) que iba a ser un sacrificio humano a Poseidón para calmar los mares.
Los sacrificios humanos ya no están oficialmente permitidos en ningún país, y los casos que puedan darse se consideran asesinato.

## El sacrificio judeocristiano
Ya desde la historia de la Creación en el Génesis, se encuentra, en la tradición judeocristiana, el concepto de sacrificio en el relato de Caín y Abel.

Y aconteció andando el tiempo, que Caín trajo del fruto de la tierra una ofrenda á Dios. Y Abel trajo también de los primogénitos de sus ovejas, y de su grosura. Y miró Dios con agrado á Abel y á su ofrenda.
Génesis, 4:3, 4

Los antiguos hebreos tenían muy arraigado el concepto de sacrificio u ofrenda a Dios. En el Pentateuco son numerosos los ejemplos en los que se recomienda a la población y en donde se explicitan las maneras de como podía ejecutarse.

Cuando alguna persona ofreciere oblación a Dios, su ofrenda será flor de harina, sobre la cual echará aceite, y pondrá sobre ella incienso, y sazonarás con sal toda ofrenda que presentes
Levítico 2:1, 13.

Numerosos son los pasajes también que explicitan como estos sacrificios eran "agradables a Dios" según las creencias de los antiguos judíos.
Los judíos practicaban, según la ley de Moisés, diferentes tipos de sacrificios. Las víctimas solían ser bueyes, terneras, carneros, corderos, chivos, cabritos y moruecos. Las ofrendas podían no ser de sangre también, en esta línea encontramos los sacrificios de grano y frutos, los cuales representaban el esfuerzo humano.
- El sacrificio recibía el nombre de holocausto cuando la víctima quedaba enteramente consumida en el altar y ofreciendo algo.
- Era de prosperidad o reconocimiento cuando solamente se quemaba la crasitud de los animales inmolados repartiéndose el resto entre el sacerdote y el que había ofrecido la víctima.
- Expiatorio cuando solamente se depositaba sobre el altar parte de las víctimas quedando lo demás para el sacerdote.
- Perpetuo era el que los judíos ofrecían a Dios diariamente y consistía en cuatro corderos.

El sacrificio humano se rechazaba siempre.
Desde la destrucción del Templo en Jerusalén en el año 70 los judíos ya no hacen sacrificios de cualquier tipo para comunicarse con Dios. Para los judíos hoy en día la vida religiosa consiste en portarse bien, cumplir con los 613 mandamientos que se llaman mitzvot (singular: mitzvá) relevantes  aun sin Templo, ayudar a los demás, y rezar.  

### La oblación crística
Las religiones cristianas conocen la pasión y sacrificio de Jesús como la oblación expiatoria del Siervo de Dios. Este sentido entiende el sacrificio de Cristo como una ofrenda a través de la cual Jesús cargó sobre sí con los pecados del mundo y por medio de ellos expió a la humanidad ante los ojos de Dios.

Mi siervo justificará a muchos,

porque cargó con los crímenes de ellos.

Le daré una multitud como parte,

y tendrá como despojo una muchedumbre.
Isaías 52, 13-53, 12

Es en este sentido que Jesús es nombrado también el Cordero de Dios, como una remembranza a las antiguas maneras de oblación con animales.

Maltradado, voluntariamente se humillaba

y no abría la boca:

como cordero llevado al matadero,

como oveja ante el esquilador,

enmudecía y no abría la boca.
Isaías 52, 13-53, 12

Este tipo de oblación, más espiritual, como recuerda San Ireneo en La oblación pura de la Iglesia da un nuevo sentido al antiguo concepto de sacrificio en el contexto de las religiones cristianas, mucho más espiritual que material. Así, para Ireneo, la oblación se refiere a la actitud del cristiano.

Y de hacer bien y de la ayuda mutua no os olvidéis; porque de tales sacrificios se agrada Dios.
Hebreos 13:16

Así, la oblación se entiende como la voluntad constante de seguir los preceptos del cristianismo, y en ese sentido su mayor ofrenda a Dios es la fe. En este sentido, el sentido del sacrificio no es el "agradar a Dios" simplemente, sino la comunión con el mismo.

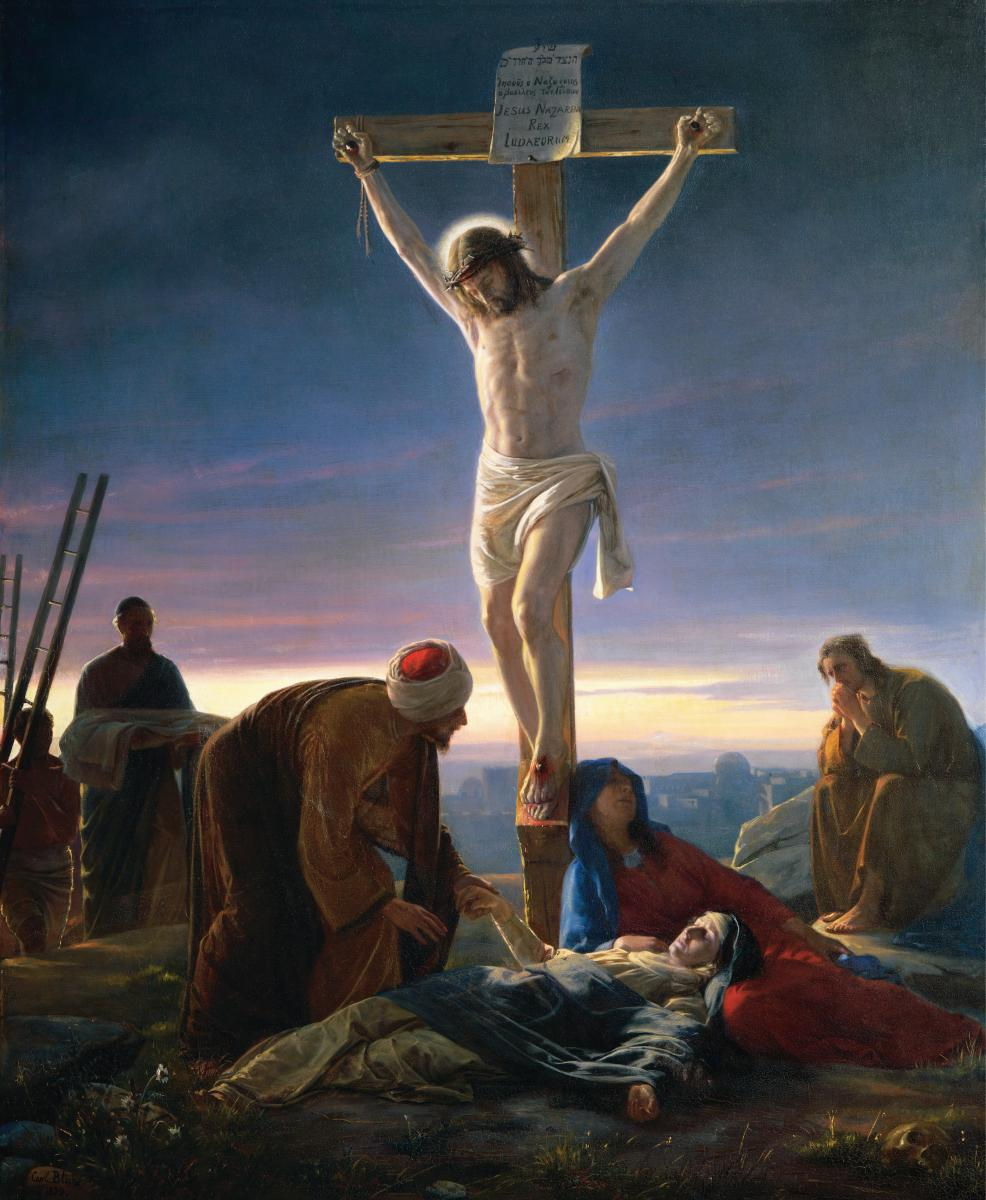
Obra que representa la Sacrificio de Jesús: Cristo en la Cruz por Carl Heinrich Bloch

En el cristianismo niceno, la segunda persona de la Santísima Trinidad, el Hijo el Verbo, se encarnó como Jesús, sacrificando a su hijo para lograr la reconciliación de Dios y la humanidad, que se había separado de Dios por el pecado (véase el concepto de pecado original). Según un punto de vista que ha ocupado un lugar destacado en la teología occidental desde principios del segundo milenio, la justicia de Dios exigía una expiación por el pecado de la humanidad si los seres humanos iban a ser restaurados a su lugar en la creación y salvados de la condenación. Sin embargo, Dios sabía que los seres humanos limitados no podían hacer una expiación suficiente, ya que la ofensa de la humanidad a Dios era infinita, por lo que Dios creó un pacto con Abraham, que cumplió cuando envió a su único Hijo para convertirse en el sacrificio por el pacto roto.[cita requerida] Según esta teología, el sacrificio de Cristo sustituyó al insuficiente sacrificio animal de la Antigua Alianza; Cristo el "Cordero de Dios" sustituyó al sacrificio de los corderos del antiguo Korban Todah (el Rito de Acción de Gracias), cuyo principal es la Pascua en la ley mosaica.
En la Iglesia católica, la Iglesia ortodoxa, la Iglesia Luteranaes, la Iglesia Metodista, y la Iglesia Irvingiana,  la Eucaristía o Misa, así como la Divina Liturgia de la Iglesia Católica Oriental y la Iglesia Ortodoxa Oriental, se considera un sacrificio. Entre los anglicanos las palabras de la liturgia hacen explícito que la Eucaristía es un sacrificio de alabanza y acción de gracias y es una ofrenda material a Dios en unión con Cristo usando palabras como "con estos tus santos dones que ahora te ofrecemos" (1789 BCP) o "presentándote de los dones que nos has dado te ofrecemos estos dones" (Oración D BCP 1976) como se evidencia claramente en los Libros de Oración Común revisados de 1789 en los que la teología de la Eucaristía se acercó más a la posición católica. Del mismo modo, la Iglesia Metodista Unida en su liturgia eucarística contiene las palabras "Ofrezcámonos a nosotros mismos y nuestros dones a Dios" (A Service of Word and Table I). La Iglesia Metodista Unida enseña oficialmente que "la Santa Comunión es un tipo de sacrificio" que re-presenta, en lugar de repetir la sacrificio de Cristo en la Cruz; Ella proclama además que: 

También nosotros nos presentamos como sacrificio en unión con Cristo (Romanos 12:1; 1 Pedro 2:5) para que Dios nos utilice en la obra de la redención, la reconciliación y la justicia. En la Gran Acción de Gracias, la Iglesia ora: "Nos ofrecemos en alabanza y acción de gracias como sacrificio santo y vivo, en unión con la ofrenda de Cristo por nosotros...". (UMH; página 10).

.
Una declaración formal de la USCCB afirma que "metodistas y católicos están de acuerdo en que el lenguaje sacrificial de la celebración eucarística se refiere al 'sacrificio de Cristo una vez por todas', a 'nuestra súplica de ese sacrificio aquí y ahora', a 'nuestra ofrenda del sacrificio de alabanza y acción de gracias', y a 'nuestro sacrificio de nosotros mismos en unión con Cristo que se ofreció a sí mismo al Padre'. '"
La teología católica romana habla de que la Eucaristía no es un sacrificio separado o adicional al de Cristo en la cruz; es más bien exactamente el mismo sacrificio, que trasciende el tiempo y el espacio ("el Cordero inmolado desde la fundación del mundo" - Ap. 13:8), renovado y hecho presente, con la única distinción de que se ofrece de manera incruenta. El sacrificio se hace presente sin que Cristo muera o sea crucificado de nuevo; es una re-presentación del sacrificio "de una vez por todas" del Calvario por Cristo ahora resucitado, que continúa ofreciéndose a sí mismo y lo que ha hecho en la cruz como oblación al Padre. La identificación completa de la Misa con el sacrificio de la cruz se encuentra en las palabras de Cristo en la última cena sobre el pan y el vino: "Esto es mi cuerpo, que es entregado por vosotros", y "Esto es mi sangre de la nueva alianza, que es derramada... para el perdón de los pecados". El pan y el vino, ofrecidos por Melquisedec en sacrificio en la antigua alianza (Génesis 14:18; Salmo 110:4), se transforman mediante la misa en el cuerpo y la sangre de Cristo (véase transubstanciación; nota: la Iglesia Ortodoxa y la Iglesia Metodista no sostienen como dogma, al igual que los católicos, la doctrina de la transubstanciación, prefiriendo más bien no hacer una afirmación respecto al "cómo" de los sacramentos), y la ofrenda se hace una con la de Cristo en la cruz. Tanto en la Misa como en la cruz, Cristo es sacerdote (ofrece el sacrificio) y víctima (el sacrificio que ofrece es él mismo), aunque en la Misa en la primera capacidad actúa a través de un sacerdote únicamente humano que está unido a él a través del sacramento del Orden Sagrado y por lo tanto comparte el sacerdocio de Cristo como todos los que son bautizados en la muerte y resurrección de Jesús, el Cristo. A través de la Misa, los efectos del único sacrificio de la cruz pueden entenderse como trabajando hacia la redención de los presentes, por sus intenciones y oraciones específicas, y para asistir a las almas del purgatorio. Para los católicos, la teología del sacrificio ha experimentado cambios considerables como resultado de estudios históricos y escriturales. Para los luteranos, la Eucaristía es un "sacrificio de acción de gracias y de alabanza... en el que, al dar gracias, la persona reconoce que necesita el don y que su situación cambiará sólo si recibe el don". La Iglesia Irvingianaes, enseña la "presencia real del sacrificio de Jesucristo en la Sagrada Comunión": 

En la Sagrada Comunión, no sólo están verdaderamente presentes el cuerpo y la sangre de Cristo, sino también su sacrificio mismo. Sin embargo, este sacrificio sólo ha sido traído una vez y no se repite en la Sagrada Comunión. La Santa Cena tampoco es un mero recordatorio del sacrificio. Más bien, durante la celebración de la Sagrada Comunión, Jesucristo está en medio de la congregación como el Señor crucificado, resucitado y que regresa. De este modo, su sacrificio, una vez traído, está también presente en la medida en que su efecto garantiza al individuo el acceso a la salvación. De este modo, la celebración de la Santa Cena hace que los participantes visualicen repetidamente la muerte sacrificial del Señor, lo que les permite proclamarla con convicción (1 Corintios 11: 26). -¶8.2.13, El Catecismo de la Iglesia Nueva Apostólica 